# معجون أسنان

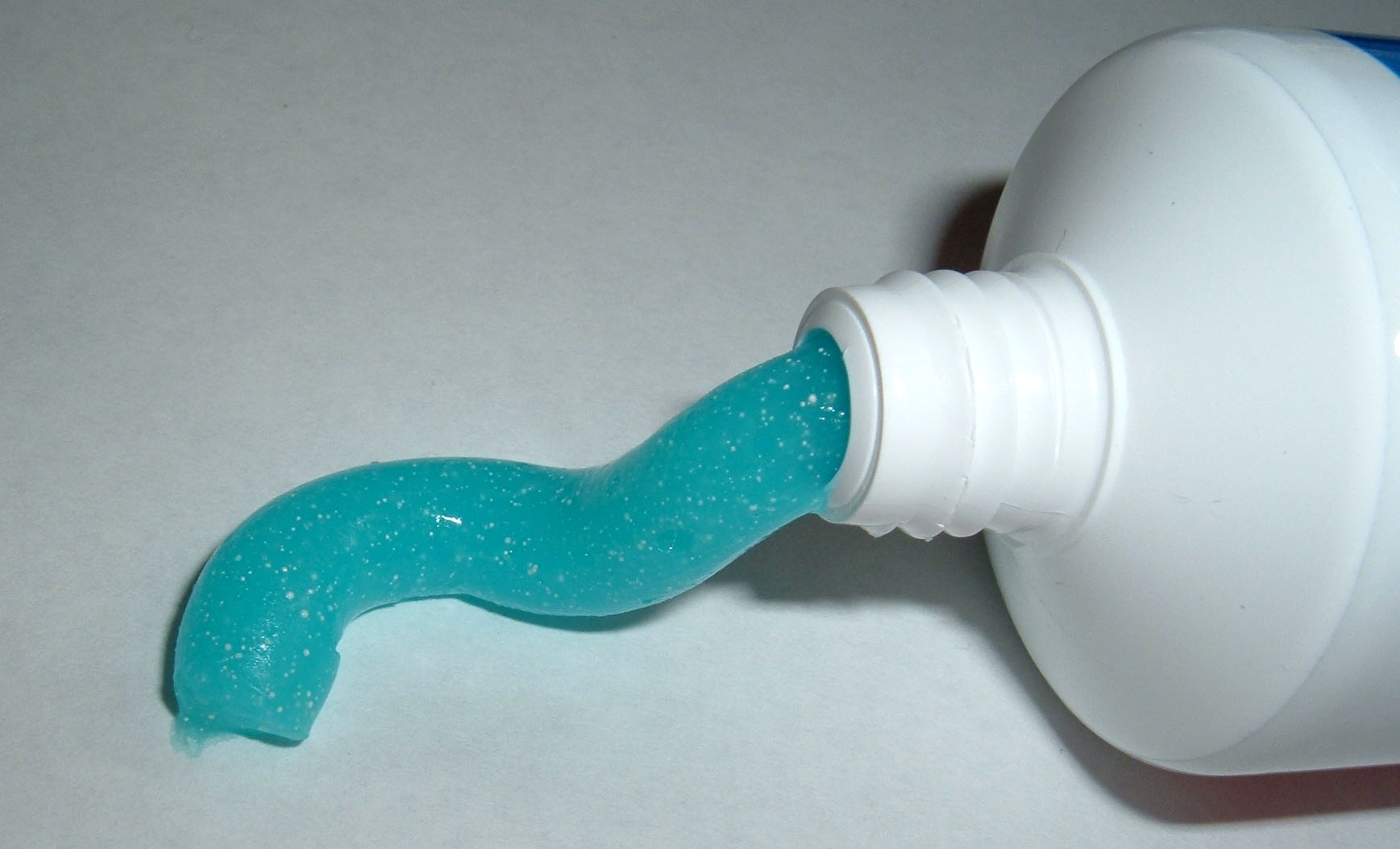
معجون تنظيف الأسنان

إن معجون الأسنان أو السَّنُون تركيبة كيميائية تستعمل لتنظيف الأسنان بالفرشاة. أقدم محاولة معروفة لتصنيع المعجون كانت في مصر في القرن الرابع الميلادي، وكان ذاك الخليط مكونا من ملح مطحون، فلفل، أوراق نعناع، وزهورالسوسن.
في القرن التاسع، قام زرياب باختراع أول معجون الأسنان، الذي شاع في جميع أنحاء الأندلس. لا تعرف حاليًا مكونات هذا المعجون على وجه الدقة، لكن قيل أنه حقق على حد سواء «الوظيفية والطعم الجيد». في الحقيقة كانت هناك الكثير من محاولات صنع المعجون قديما معتمدة على البول. وعلى كل حال معاجين أو مساحيق الأسنان لم ينتشر استعمالها كثيرا إلا في القرن التاسع عشر. في أوائل القرن التاسع عشر قد استعملت فرشاة الأسنان عادة مع الماء. لكن رويدا رويدا بدأت تظهر المساحيق التي كسبت شعبية كبيرة بين الناس.
بحلول عام 1900 تطورت صودا الخبيز (بيكربونات الصوديوم) بإضافة كمية صغيرة من بيروكسيد الهيدروجين—أي الماء الأوكسجيني—إليها. بداية تسويق المعجون سالف الذكر كانت في القرن التاسع عشر لكنه لم يتخط شعبية مساحيق الأسنان المعروفة حتى زمن حرب العالم الأولى. بدأت إضافة الفلوريد إلى معاجين الأسنان في خمسينات القرن العشرين.

## تاريخ معجون الأسنان
ظهر أول معجون للأسنان بشكله الحالي في عام 1873 ويعرف معجون الأسنان على أنه «تركيبة كيميائية تستعمل بواسطة الفرشاة لتنظيف أسطح الأسنان بهدف تأمين الناحية الجمالية من تنظيف وتلميع والحصول على نفس ذي رائحة زكية ومنع الإصابة بتسوس الأسنان وذلك بإضافة العقاقير لمعالجتها مع الأنسجة الداعمة لها».
كانت أقدم محاولة معروفة لتصنيع معجون الأسنان في مصر قبل 5000 سنة، وكان يتركب من درخمة واحدة من الملح، ودرخمتين من النعناع، وعشرين حبة من الفلفل الأسود، وجزيئات من أزهار السوسن المجففة - التي اكتشف العلماء حديثا أنها تشكل حماية من أمراض اللثة.و الدرخمة هي وحدة وزن دقيقة جداً تعادل جزءاً من مئة جزء من الأونصة، وهذه الكمية بالطبع لا تملأ أنبوبة معجون الأسنان، ولذلك كانوا يصنعونها في كل مرة لتنظيف الأسنان لمرة واحدة فقط.
ويقول «هاينز نيومان» أحد أطباء الأسنان المشهورين إنه حاول أن يصنع التركيبة السابقة بنفسه، لكنه وجدها غير مريحة وتسبب ألماً في اللثة غير أنه شعر بالانتعاش الشديد والنظافة المتناهية.
وقالت «ليزا شواباش شيريف» أمينة متحف الآثار المصرية في سان خوسيه بكاليفورنيا:
إن المصريين القدماء كانوا يهتمون كثيراً بالأسنان وكانوا يطحنون المكونات لتكون ناعمة جداً وتختلط جزئيات الزهر (السوسن).
وأضافت: أن المصريين القدماء جربوا علاجات مختلفة للأسنان واللثة، بما في ذلك مضغ علكة تشبه العلكة الحديثة حالياً من أجل إعطاء رائحة طيبة للفم ووضعوا فيها عسل النحل والنعناع ومواد مضادة للأمراض أيضاً.
ويذكر أن الباحثين اكتشفوا تركيبة لمعجون الأسنان في وثائق من ورق البردي (الفرعوني) في فيينا بالنمسا.
ويضيف هذا الاكتشاف أيضاً دليلاً جديداً على أن النظام الطبي في مصر القديمة كان من أكثر النظم تقدماً في ذلك الوقت.
و في القرن التاسع، قام زرياب باختراع أول معجون للأسنان، الذي شاع في جميع أنحاء الأندلس.
ولا تعرف حاليًا مكونات هذا المعجون على وجه الدقة، لكن قيل أنه حقق على حد سواء «الوظيفية والطعم الجيد».
وبحلول عام 1900 تطورت صودا الخبيز (بيكربونات الصودا) بإضافة كمية صغيرة من بيروكسيد الهدروجين (ماء أوكسجيني) إليها، وكان ذلك بداية لتسويق المعجون سالف الذكر.
لكنه لم يتخط شعبية مساحيق الأسنان المعروفة حتى الحرب العالمية الأولى.
كان معجون الأسنان يباع في السابق داخل جِــرآر صغيرة،
وكان الناس يدفعون فرشاة الأسنان داخل الجرة لالتقاط جزء من المعجون، ثم يقومون باستخدام الفرشاة.
وفي عام 1892 فكر الدكتور «واشنطن وبنتورت شفيلد» في فكرة أفضل، فقد لاحظ أن الرسامين يبتاعون الألوان الزيتية داخل أنابيب معدنية، ففكر في اقتباس الطريقة لوضع معجون الأسنان في أنبوبة معدنية، ونفذ ذلك بالفعل وأحب الناس تلك الطريقة لما تنطوي عليه من نظافة وسهولة في الاستعمال وشاعت الفكرة وانتشرت على الفور.
وبدأت إضافة الفلورايد إلى معاجين الأسنان في خمسينات القرن العشرين.والفلورايد هي «أملاح الفلور» وتستعمل عادة لوقاية الأسنان من الإصابة بالنخر وأّهمها «فلوريد الكالسيوم» و «فلورايد الصوديوم».
ويقوم الفلورايد بالتمركز في مينا الأسنان مشكلاً مركب «الفلورباتيت» المقاوم للانحلال ويتمركز أيضاً في مناطق التسوس البدئية، وفي «اللويحات الجرثومية» حيث يبدأ ببطء بالتأثير الإيجابي على «المينا», وبالتأثير السلبي على عمل الحموض.
بالإضافة إلى أنه يقوم بدور مضاد لنمو الجراثيم.

## المكونات
20-40% ماء، معاجين الأسنان ممتدة من مجموعة من الثلاثة الرئيسية، الفلور، المواد الكاشطة، المادة المنظفة.

### المادة الكاشطة
المواد الكاشطة تكون 50% تقريباً من معجون الأسنان المثالي، هذه جزيئات غير ذائبة تساعد على إزالة الترسبات عن الأسنان. إزالة الترسبات يساعد على تقليل التسوس وأمراض اللثة. المواد الكاشطة تتضمن جزيئات من هيدوكسيد الألمنيوم وكربونات الكالسيوم، وتنوع من فوسفات الكالسيوم الهيدروجينية، وتنوع من السيليكا والزيوليت وأيضاً الـ «هيدروكسي أبيتايت».
المواد الكاشطة تعمل كمادة تلميع للأسنان ويستخدمها أطباء الأسنان في عياداتهم، وأيضاً تعمل هذه المواد الكاشطة ع تآكل جزء صغير من المينا، ويطلق على هذه العملية مصطلح التلميع. بعض المنتجات التجارية تحتوي على مساحيق بيضاء، والتي تعمل كمادة كاشطة وتضيف هذه المساحيق لمعاناً ووميضاً على المعجون أيضاً. تلميع الأسنان هو إزالة الأصباغ عن سطح السن، ولكن التلميع لم يظهر لتطوير صحة الأسنان، بالإضافة إلى تأثيره على إزالة الترسبات.

### الفلوريد
الفلور في أشكاله المتنوعة هو أكثر المكونات نشاطاً في معجون الأسنان لمنع التسوس. يوجد في الأسنان بكمية صغيرة في النباتات والحيوانات وفي بعض مصادر المياه الطبيعية. إضافة الفلور إلى معجون الأسنان له تأثيرات إيجابية، فهو يعمل على بناء طبقة المينا والعظم. فلوريد الصوديوم من أكثر المصادر شيوعاً للفلور. وجدت الأدلة السريرية ان معاجين الاسنان التي يكون تركيزالفلوريد بها اقل من 1000 جزء من المليون لا تكون وقائية للأسنان ، ويزداد التأثير الوقائي مع التركيز، لذلك ينصح بـاستخدام معاجين الفلورايد العالية التركيز، حيث وجد أنها تقلل من كمية الترسبات المتراكمة ومع ذلك يجب أن يكون هناك توازن مع زيادة خطر الضررفي التركيزات الأعلى.

### العوامل السطحية
العديد (وليس كل) معاجين الأسنان تحتوي على كبريتات لوريل الصوديوم أو عوامل سطحية ذات علاقة (منظفات). توجد كبريتات لوريل الصوديوم في العديد من منتجات العناية الشخصية الأخرى مثل الشامبو، وهو بشكل رئيسي عامل رغوة، وهو مسؤول عن التوزيع المتساوي لمعجون الأسنان وذلك لتطوير قدرته على التطهير.

### مكونات أخرى

#### العوامل المضادة للجراثيم
التريكلوزان هو عامل مضاد للجراثيم، وهو مكوّن شائع لمعجون الأسنان في المملكة المتحدة. التريكلوزان أو كلوريد الزنك يحمي من التهاب اللثة، وطبقاً لجمعية أطباء الأسنان الأمريكية فهو يقلل من القلح ورائحة الفم الكريهة. تضمنت دراسة سريرية أجريت عام 2006 على أن هناك أدلة على فاعلية نسبة 0.30% من التريكلوزان في تقليل البلاك (بروش الأسنان) والتهاب اللثة.

#### المنكّهات
تأتي معاجين الأسنان بألوان ونكهات متعددة وذلك للتشجيع على استخدامها.
أكثر المنكهات شيوعاً هي النعنع الفلفلي، النعنع السنبلي والينترجرين. معجون الأسنان المنكّه بالنعنع وزيت اليانسون شائع في منطقة البحر الأبيض المتوسط. كل من هذه النكهات تكون مزودة بزيت خاص بها، مثال: زيت النعنع الفلفلي. المزيد من النكهات الغريبة تتضمن أنيثول اليانسون، المشمش، العلكة، القرفة، الشمر، اللافندر، النيم، الفانيلا، الزنجبيل، الليمون، البرتقال والصنوبر. وكذلك هناك معاجين أسنان غير منكّهة.

#### عوامل إعادة التمعدن
تضم عملية إعادة التمعدن البلورات النانوية للهيدروكسي أبيتايت والعديد من مركبات فوسفات الكالسيوم. مثال: إعادة تكوين المينا.

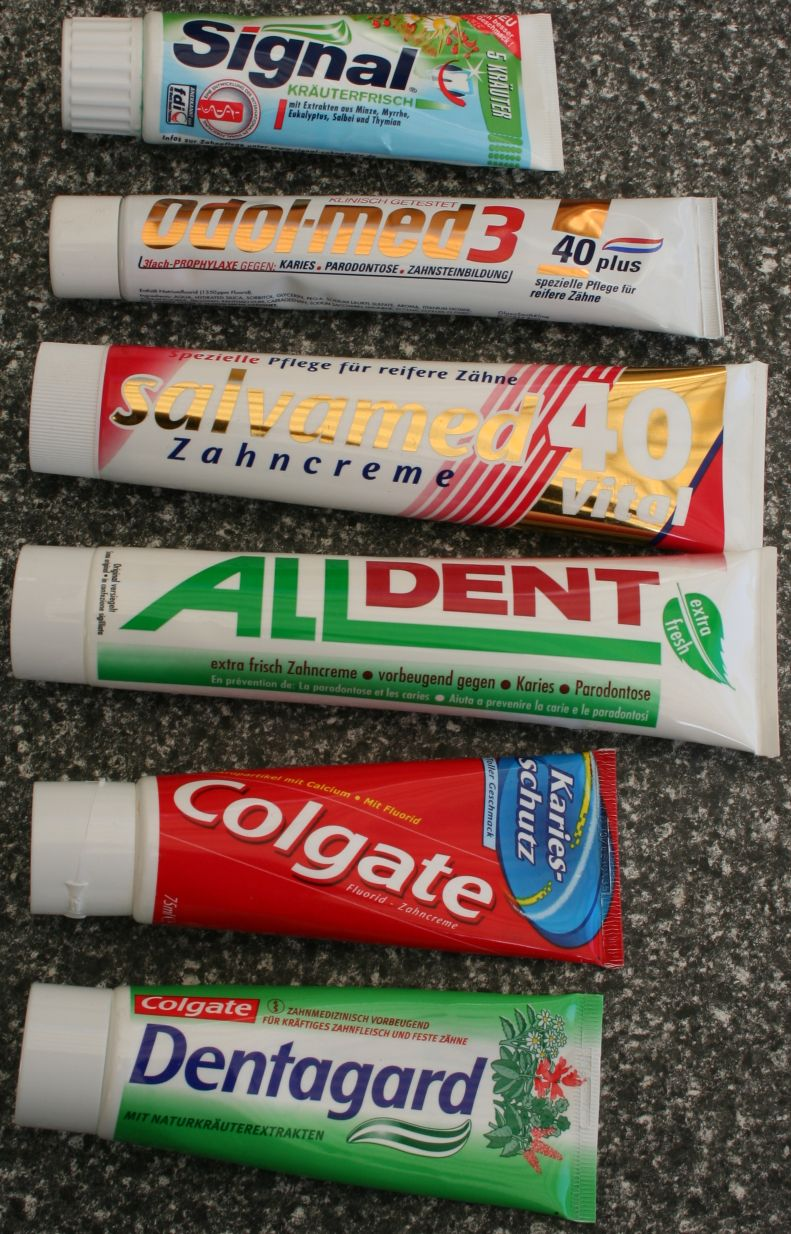
يباع معجون الأسنان بعلامات تجارية مختلفة

#### مكونات متفرقة
تضاف بعض العوامل لتقليل ميل معجون الأسنان ليجفّ ويصبح مسحوقاً. هذه العوامل تتضمن العديد من كحوليات السكر، مثل الجليسرول، السوربيتول، أو الإكسيليتول، أو مشتقات أخرى ذات علاقة، مثل 1,2-بروبيلين جلايكول والبولي ايثيلين جلايكول. كلوريد السترونتيوم أو نترات البوتاسيوم توضع في بعض معاجين الأسنان لتقليل الحساسية. يتم إضافة الصوديوم متعدد الفوسفات لتقليل تشكل القلح.

## السلامة

### الفلوريد
بالرغم من أن فلورة الماء تم الإشادة بها كواحدة من أكبر الإنجازات الطبية في القرن العشرين، ]10[ إلا أن معاجين الأسنان المحتوية على الفلوريد يمكن أن تكون سامة إذا تم ابتلاعها بكميات كبيرة. خطورة استخدام الفلوريد قليلة لدرجة أن استخدام معجون أسنان كامل القوة (1350-1500 جزء من مليون من الفلوريد) هو أمر ينصح به لكل الأعمار (بالرغم من ذلك تستخدم كميات أقل للأطفال; «بقعة» من معجون الأسنان حتى سن الثلاث سنوات). يكمن القلق الأساسي من سمومية الفلور للإنسان عند الأطفال تحت سن 12 شهر عندما يبتلعون كمية فلوريد زائدة عن طريق معجون الأسنان. هناك العديد من معاجين الأسنان الخالية من الفلوريد.

### جليكول الإثيلين
أدّى تضمين جليكول الإثيلين حلو الطعم والسام في معجون أسنان صيني إلى إلغاء العديد من معاجين الأسنان في عدة بلدان عام 2007. احتجاج العالم جعل الموظفين الصينيين يمنعون استخدام جليكول الإثيلين في معاجين الأسنان.

### التريكلوزان
بعض التقارير اقترحت أن التريكلوزان (والذي هو مكون نشط في العديد من معاجين الأسنان)، يستطيع أن يجتمع مع الكلور في ماء الصنبور لتكوين الكلوروفورم، والذي تصنفه الوكالة الأمريكية للحماية البيئية على أنه مسرطن بشري. نتج عن دراسة أجريت على الحيوانات أن المادة الكيميائية قد تطور تنظيم الهرمونات، والعديد من الفحوصات المخبرية الأخرى أثبتت أن البكتيريا قد تكون قادرة على مقاومة التريكلوزان بطريقة تساعدها على مقاومة المضادات الحيوية أيضاً.

### مشاكل متفرقة
باستثناء معاجين الأسنان الخاصة بالحيوانات الأليفة كالكلاب والقطط، ومعاجين الأسنان الخاصة برواد الفضاء، فإن معظم معاجين الأسنان لا تكون مصنوعة بشكل يسمح بابتلاعها، وقد يؤدي ابتلاعها إلى الشعور بالغثيان أو الإصابة بالإسهال. 'معاجين الأسنان المقاومة للقلح' أثارت الجدل. تم الإبلاغ عن تقارير حالة التهاب لثوي بلازمي باستخدام معجون أسنان عشبي يحتوي على
كبريتات لوريل الصوديوم تم تقديمها على أنها تعمل على زيادة الإصابة بتقرحات الفم عند بعض الأشخاص، وذلك لأنها تعمل على تجفيف الطبقة الحامية من النسيج الفموي، مما يسبب ضرراً للأنسجة الكامنة في الأسفل. في دراسة أجريت في جامعة أوسلو، وجد ان المرضى الذين يستعملون المعاجين المحتوية على الSLS كانوا أكثرعرضة للتقرحات الفموية المتكررة وكان هناك استفادة للمرضى المصابين بالتهاب الفم القلاعي عندما تجنبوا المعاجين المحتوية على هذه المادة واستخداموا نوع اخر.

#### تغيّر إدراك الطعم
بعد استخدام معجون الأسنان، يكون لعصير البرتقال وبقية العصائر طعم غير محبب. كبريتات لوريل الصوديوم يغير من إدراك الشخص للطعم. إنه يستطيع تحطيم الدهون الفوسفاتية التي تثبط مستقبلات الطعم الحلو، مما يعطي الطعام طعماً مرّاً. بالمقابل، فإنه من المعروف أن طعم التفاح يصبح أفضل بعد استخدام معجون الأسنان. لا زال الطعم المر لعصير البرتقال بعد استخدام معجون الأسنان مشكلة لم يبتّ في مسببها إن كان الفلوريد القصديري أو كبريتات لوريل الصوديوم، ويعتقد بأن المنتول الذي يضاف من أجل النكهة قد يسبب تغيراً في إدراكنا للطعم عند ارتباطه مع المستقبلات السنية الباردة.

## أنواع أخرى من معاجين الأسنان

المنطقة الحمراء تمثل المادة المستخدمة للخطوط، والباقي هي المادة الأساسية لمعجون الأسنان. المادتان لا توجدان في أجزاء منفصلة. المادتين لزجتين بما فيه الكفاية بحيث لا تختلطان. عندما يتم الضغط على أنبوب معجون الأسنان، المادة الرئيسية تضغط الأنبوب الرفيع إلى الأسفل حيث الفوّهة. الضغط الواقع على المادة الرئيسية يسبب انتقال الضغط إلى مادة سترايب وبذلك يخرج من فتحات صغيرة (على جانب الأنبوب) إلى المادة الناقلة الرئيسية.

### معاجين الأسنان المستخدمة للتبييض
العديد من معاجين الأسنان لها القدرة على التبييض. بعض هذه المعاجين يحتوي على بيروكسيد، وهو نفس المكون الموجود في هلام (جلّ) تبييض الأسنان. المادة الكاشطة في هذه المعاجين تزيل الصبغات، وليس البيروكسيد. معاجين تبييض الأسنان لا تستطيع تغيير لون السن الطبيعي ولا تستطيع كذلك أن تعكس تغير لون السن الناتج عن الصبغات أو التسوس. عند استخدامه مرتين يومياً، يحتاج معجون تبييض الأسنان إلى أربعة أسابيع ليجعل الأسنان تبدو أكثر بياضاً. عادةً يعتبر استخدام معجون التبييض يومياً آمناً، لكن استخدامه بشكل مفرط قد يسبب أضراراً في مينا السن. الجلّ المبيض للأسنان يعمل كبديل عن معاجين التبييض. مع ذلك فإن عملية التبيض قد تقلل من قوة الأسنان بشكل دائم – حيث أن هذه العملية تؤدي إلى كشط طبقة خارجية حامية من مينا السن.

### معاجين الأسنان العشبية والطبيعية
بعض الشركات مثل شركة Tom's of Maine تقوم بتصنيع معاجين أسنان عشبية وطبيعية وتسوّقها للزبائن الذين يفضلون تجنب المكونات الاصطناعية الموجودة في معاجين الأسنان العادية. العديد من معاجين الأسنان العشبية لا تحتوي على الفلوريد أو كبريتات لوريل الصوديوم. المكونات التي توجد في معاجين الأسنان الطبيعية تتنوع كثيراً لكنها عادةً تحتوي على صودا الخبز، الصبر، زيت اليوكاليبتوس، المِرّ، خلاصة نبات (مثل خلاصة الفراولة)، وبعض الزيوت الضرورية.
وفقاً لدراسة أجراها معهد نيودلهي للعلوم والبحوث الدوائية، فإن العديد من معاجين الأسنان العشبية التي بيعت في الهند كانت مغشوشة بالنيكوتين.

## معجون الأسنان المخطط
اخترع ليونارد ماررافينو معجون الأسنان المُخطط في عام 1955، وبيعت براءة الاختراع (براءة الاختراع الأمريكية 2,789,731 الصادرة في 1957) لشركة يونيليفر، والتي قامت بتسويق المنتج الجديد تحت اسم العلامة التجارية "Stripe" في أوائل الستينيات. بعد ذلك تم إدخال العلامة التجارية "Signal" إلى أوروبا في عام 1965 (براءة الاختراع البريطانية 813.514). على الرغم من أن Stripe كانت ناجحة في البداية، إلا أنها لم تحقق مرة أخرى حصتها السوقية البالغة 8% التي احتلتها خلال عامها الثاني.

## انظر ايضا
- مضخة معجون الأسنان